# NeuroLex

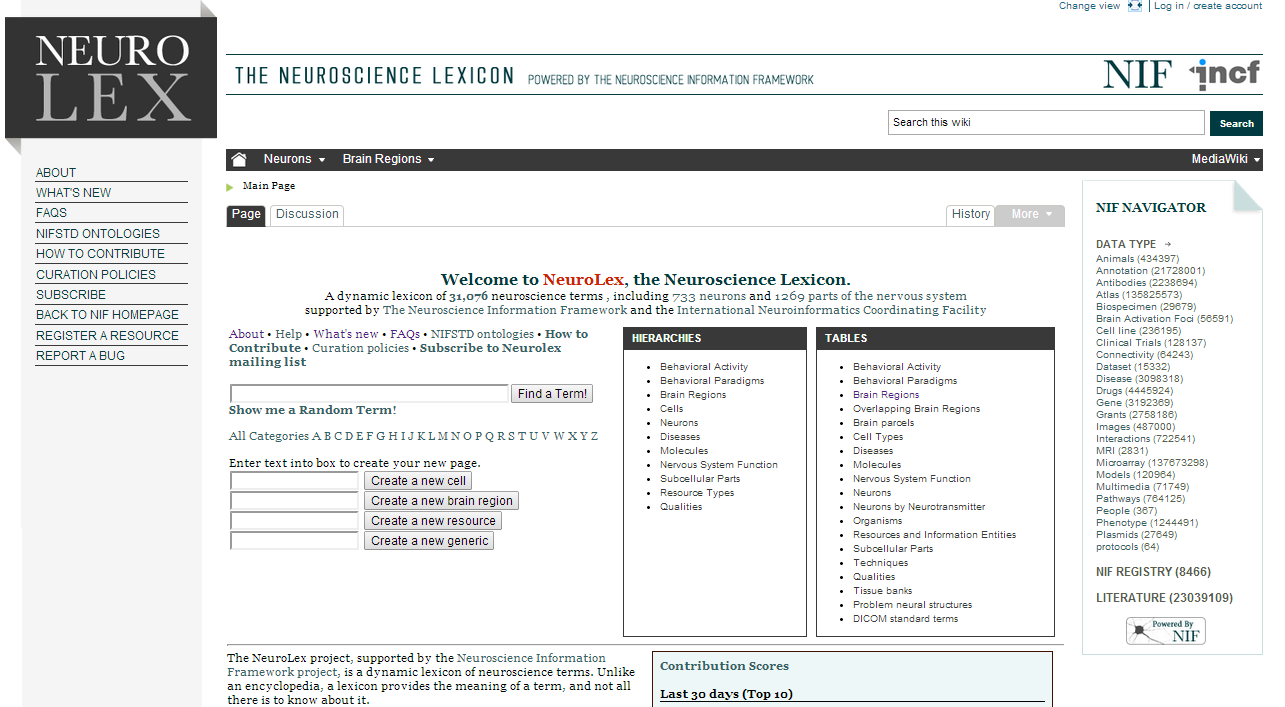
Schermata della pagina iniziale di NeuroLex (2014)

NeuroLex è un lessico dinamico dei concetti che correlano alle neuroscienze. La sua struttura è quella di una wiki semantica, dal momento che utilizza come motore di ricerca il Semantic MediaWiki. NeuroLex è sostenuto dal progetto Neuroscience Information Framework.

## Sinossi
Lo scopo di NeuroLex è quello di aiutare a chiarire e definire i termini che i neuroscienziati utilizzano per condividere i loro dati (http://neurolex.org/wiki/Category:Data_object), in modo che i sistemi di informazione come il NIF possano trovare i dati più facilmente e fornire più potenti mezzi per l'integrazione dei dati che si trovano in risorse distribuite. Uno dei grandi ostacoli per l'integrazione dei dati nelle neuroscienze è l'utilizzo di una terminologia spesso vaga, fino all'essere inconsistente nei database e in altre risorse (http://neurolex.org/wiki/Category:Structured_knowledge_resource) come nella letteratura scientifica (http://neurolex.org/wiki/Category:Literature_corpus). Quando si utilizzano gli stessi termini per designare cose differenti, non si può rispondere facilmente agli interrogativi che necessitano di consultare molteplici risorse. Ad esempio, se tre database hanno informazioni riguardanti quali geni sono espressi nella corteccia, ma utilizzano diverse definizioni della corteccia cerebrale (http://neurolex.org/wiki/Category:Cerebellar_cortex), alla fine questi dati non si potranno confrontare facilmente.

## Utilizzazione nell'ambito del Neuroscience Information Framework
Il NIF permette la scoperta e l'accesso a dati di ricerca pubblica e strumenti disponibili a tutti in tutto il mondo grazie ad un ambiente a rete informatica open source. Finanziato dagli NIH Blueprint for Neuroscience Research, il NIF consente a scienziati e studenti di scoprire risorse web globali nell'ambito delle neuroscienze che tagliano i confini tradizionali della conoscenza – andando da database di neuroscienze sperimentali, database clinici e di traduzione , fino alle basi della conoscenza, atlanti anatomici, e varie risorse di genetica/genomica.
A differenza dei motori di ricerca generali, il NIF fornisce un accesso più profondo verso un set di risorse più focalizzato che è rilevante per le neuroscienze, avvalendosi di strategie di ricerca "su misura" per le neuroscienze, e permettendo l'accesso a contenuti tradizionalmente “nascosti” dai motori di ricerca. Il Framework è un inventario dinamico dei databse in neuroscienze, annotati e integrati con un sistema unificato di terminologia biomedica (ad.es. http://neurolex.org/). Il NIF supporta "queries" basati sui concetti poste su molteplici scale di strutture biologiche e su molti livelli di funzione biologica, rendendo più facile la ricerca e la comprensione dei risultati.
Come parte del NIF, viene fornita una semplice interfaccia di ricerca Archiviato il 1º aprile 2009 in Internet Archive. a molte diverse fonti di informazione in neuroscienze. Per renderle più efficaci, il NIF ha un sistema che costruisce ontologie per aiutare a organizzare i concetti delle neuroscienze in categorie gerarchiche, ad.es. dichiarando che un neurone è una cellula. Questo aiuta gli utenti nel eseguire ricerche più efficaci e per organizzare e capire l'informazione che viene presentata in risposta. Un'importante aggiunta a questo è quello di definire chiaramente e in modo inequivocabile, tutti i termini usati per descrivere i dati, ad.es., termini anatomici, tecniche, nomi di organismo.

## Contenuto
Le prime voci nel NeuroLex sono state costruite dalle ontologie NIFSTD che riassumevano il precedente vocabulario BIRNLex. Attualmente contengono concetti che spaziano dall'anatomia macroscopica, alle cellule del sistema nervoso (http://neurolex.org/wiki/Category:Nervous_system), alle strutture subcellulari (http://neurolex.org/wiki/Subcellular_Hierarchy), alla malattie (http://neurolex.org/wiki/Category:Disease), alle fisiologia e alle tecniche d'indagine. Il NIF sollecita alla comunità perché aggiunga ulteriori contenuti e perché corregga e aggiorni quelli presenti.